# قصر تبوعصامت
قصر تبوعصامت هو قصرٌ (قريةٌ محصنة) في المغرب، يقعُ في منطقة السفلات. بني هذا القصر بتقنية التربة المدكوكة، حيثُ استعمل فيه الطين.